# Cinderford Town AFC
Cinderford Town AFC (celým názvem: Cinderford Town Association Football Club) je anglický fotbalový klub, který sídlí ve městě Cinderford v nemetropolitním hrabství Gloucestershire. Založen byl v roce 1922. Od sezóny 2018/19 hraje v Southern Football League Division One South (8. nejvyšší soutěž). Klubové barvy jsou černá a bílá.
Své domácí zápasy odehrává na stadionu Causeway Ground s kapacitou 3 500 diváků.

## Získané trofeje
- Gloucestershire Senior Cup ( 1× )
  - 2000/01

## Úspěchy v domácích pohárech
Zdroj: 
- FA Cup
  - 2. kolo: 1995/96
- FA Trophy
  - 2. kolo: 2000/01, 2001/02, 2003/04
- FA Vase
  - 3. kolo: 1991/92

## Umístění v jednotlivých sezonách
Stručný přehled
Zdroj: 
- 1946–1957: Western Football League (Division Two)
- 1957–1959: Western Football League (Division One)
- 1965–1969: West Midlands Regional League (Premier Division)
- 1969–1974: Gloucestershire County League
- 1974–1983: Midland Combination (Division One)
- 1983–1984: Midland Combination (Premier Division)
- 1984–1990: Gloucestershire County League
- 1990–1991: Hellenic Football League (Division One)
- 1991–1995: Hellenic Football League (Premier Division)
- 1995–1998: Southern Football League (Southern Division)
- 1998–1999: Southern Football League (Midland Division)
- 1999–2006: Southern Football League (Western Division)
- 2006–2008: Southern Football League (Division One Midlands)
- 2008–2016: Southern Football League (Division One South & West)
- 2016–2017: Southern Football League (Premier Division)
- 2017–2018: Southern Football League (Division One West)
- 2018– : Southern Football League (Division One South)

Jednotlivé ročníky
Zdroj: 
Legenda: Z - zápasy, V - výhry, R - remízy, P - porážky, VG - vstřelené góly, OG - obdržené góly, +/- - rozdíl skóre, B - body, červené podbarvení - sestup, zelené podbarvení - postup, fialové podbarvení - reorganizace, změna skupiny či soutěže
| Sezóny  | Liga                                                 | Úroveň | Z  | V  | R  | P  | VG | OG  | +/- | B  | Pozice |
| ------- | ---------------------------------------------------- | ------ | -- | -- | -- | -- | -- | --- | --- | -- | ------ |
| 2009/10 | Southern Football League (Division One South & West) | 8      | 42 | 13 | 8  | 21 | 66 | 78  | -12 | 47 | 16.    |
| 2010/11 | Southern Football League (Division One South & West) | 8      | 40 | 16 | 8  | 16 | 63 | 61  | +2  | 56 | 12.    |
| 2011/12 | Southern Football League (Division One South & West) | 8      | 40 | 17 | 8  | 15 | 49 | 39  | +10 | 59 | 10.    |
| 2012/13 | Southern Football League (Division One South & West) | 8      | 42 | 17 | 8  | 17 | 61 | 66  | -5  | 59 | 10.    |
| 2013/14 | Southern Football League (Division One South & West) | 8      | 42 | 13 | 10 | 19 | 69 | 79  | -10 | 49 | 15.    |
| 2014/15 | Southern Football League (Division One South & West) | 8      | 42 | 19 | 10 | 13 | 79 | 48  | +31 | 67 | 9.     |
| 2015/16 | Southern Football League (Division One South & West) | 8      | 42 | 29 | 9  | 4  | 80 | 29  | +51 | 96 | 1.     |
| 2016/17 | Southern Football League (Premier Division)          | 7      | 46 | 8  | 3  | 35 | 49 | 106 | -57 | 27 | 24.    |
| 2017/18 | Southern Football League (Division One West)         | 8      | 42 | 14 | 12 | 16 | 81 | 71  | +10 | 54 | 13.    |
| 2018/19 | Southern Football League (Division One South)        | 8      | 38 |    |    |    |    |     |     |    |        |